# Soyedina calcarea
Espèce
Soyedina calcarea est une espèce d'insectes plécoptères de la famille des Nemouridae.

## Distribution
Cette espèce est endémique du Kentucky aux États-Unis. 

## Publication originale
- Grubbs, 2006 : Soyedina alexandria and S. calcarea (Plecoptera: Nemouridae), new stonefly species from the eastern Nearctic region and notes on the life cycle of S. calcarea. Illiesia, vol. 2, n. 6, p. 39-49 (texte intégral).